# Rafael Santa Cruz (torero)
Rafael Santa Cruz Gamarra (La Victoria, 3 de julio de 1928 - Lima, 11 de marzo de 1991) fue un torero afroperuano. Fue conocido como Lima con traje de luces. También era el padre del músico Rafael Santa Cruz Castillo.

## Biografía
Nació el 3 de julio de 1928 en el distrito de La Victoria, en Lima. Descendiente de etnias originarias de Guinea y Senegal que se asentaron en Perú, procedía de una familia de artistas peruanos reconocida en el país. Su hermana Victoria Santa Cruz fue una reconocida compositora y su hermano, Nicomedes, poeta residente en España quien lo mencionaba como el torero de Carabanchel. Rafael fue el primero de sus hermanos cuyo arte fue conocido. Atraído por su afición al toreo fue asiduo de la plaza de toros de Acho, formándose en la escuela taurina creada en ella. En el coso limeño se vistió de luces por primera vez, fue el 23 de marzo de 1947, en una novillada en la que se presentó junto a Isidoro Morales y el Trujillano. Ganó el Escapulario de oro de la Feria del Señor de los Milagros en la novillada del 31 de octubre de 1948, cuarta de la serie,  tras lidiar un novillo de la ganadería de Víctor Delgado por el que salió a hombros de la Plaza de Toros de Acho. El Escapulario de Oro es el máximo trofeo taurino del Perú. El 27 de marzo de 1949 tomó la alternativa en Perú. Fue su padrino Manuel Álvarez el Andaluz y como testigo actuó Raúl Acha Saénz Rovira. Como trofeo obtuvo dos orejas y el rabo del segundo toro de su lote.
En 1951 se trasladó a España donde lidió una quincena de novilladas en total, parte de ellas en la plaza de toros de Vista Alegre situada en el barrio de Carabanchel. Se presentó Las Ventas el 20 de julio de 1952 anunciado en cartel junto a Joselito Álvarez y Rafael Sánchez Saco, lidiaron novillos de Garro y de Díaz Guerra. Una semana después, el 27 de julio de 1952, tomó la alternativa en la plaza de Las Arenas de manos de Luis Miguel Dominguín, Rafael Ortega actuó de testigo. Lidió a Peluquero, un astado negro bragado herrado con el número 82. Continuó su trayectoria lidiando en el Perú, Bolivia, Ecuador, Colombia, Panamá, México, Portugal, España y Francia.
Era un torero con valor y excepcional que dominaba los lances como la verónica, las manoletinas ceñidas y las suertes, imponiéndose a sus adversarios con facilidad. Logró ganarse al público con su estilo sorpresivo en los ruedos y con los desplantes, en ocasiones temerarios. Su tauromaquia se fijaba en la estética del diestro Bienvenida. Como torero mostró rara estampa ya que era alto y corpulento. Gustaba de salir al ruedo vestido de celeste y oro.
Se retiró en Acho en 1962. Además de a la tauromaquia dedicó su tiempo al cine, al teatro y al periodismo taurino. Falleció el 11 de marzo de 1991, en la ciudad de Lima.